# Смілка густоцвіта
Смі́лка густоцві́та (Silene densiflora) — вид рослин з родини гвоздикових; зростає у Європі й Азії.

## Поширення
Поширений у Європі й Азії.